# Save Me
Save Me – ballada soft rockowa brytyjskiego zespołu Queen. Utwór został napisany przez Briana Maya, i ukazał się na albumie The Game z 1980 roku. Piosenka wydana została na singlu, na którego B stronie umieszczono koncertową wersję „Let Me Entertain You”, pochodzącą z poprzedniego albumu formacji Jazz.
Utwór „Save Me” jest jednym z pierwszych w repertuarze Queen, przy nagrywaniu którego użyto syntezatorów. Ponadto wykorzystano w nim instrumenty charakterystyczne dla twórczości zespołu z lat 70., czyli fortepian i gitary (zarówno elektryczną, jak i akustyczną, 12-strunową).
„Save Me” był wykonywany na koncertach w latach 1979–1982. Wersja koncertowa była zwykle poprzedzana krótkim wstępem na pianinie w wykonaniu Briana Maya. Wstęp ten znalazł się później w solowej kompozycji Maya „My Boy”, którą gitarzysta nagrał w roku 1982. Utwór znalazł się na albumie kompilacyjnym Lullabies with a Difference (1998), nagranym przez różnych wykonawców.